# ناگیناتا

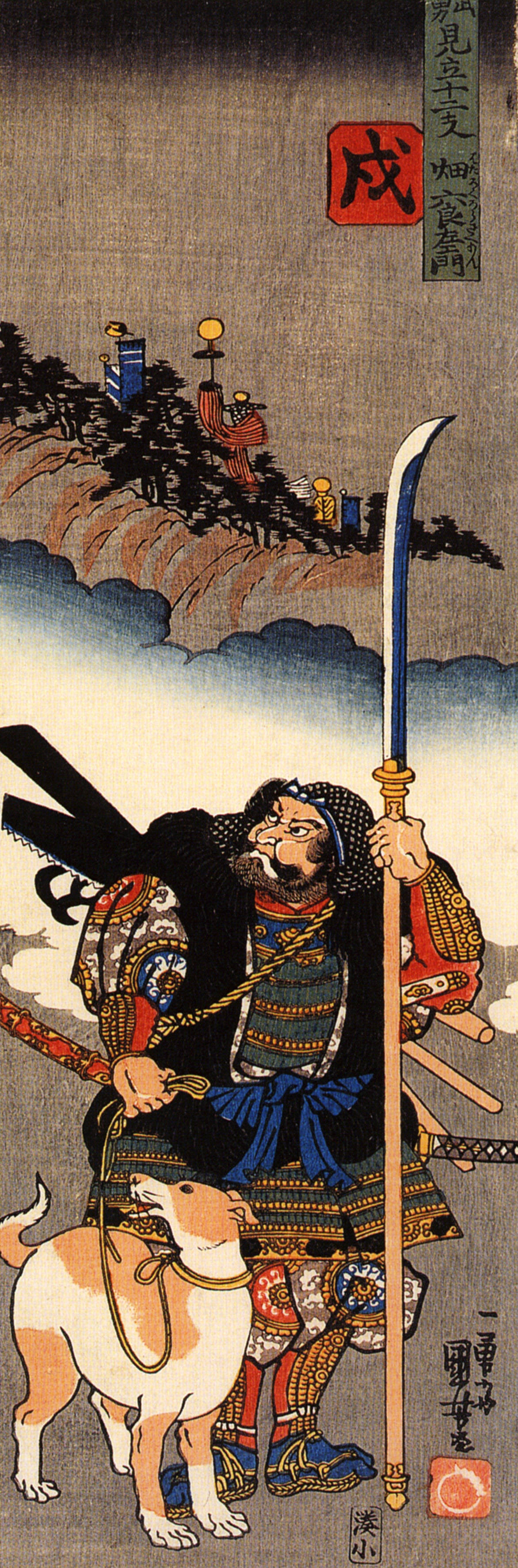
تصویر سامورایی هاتا روکوروزامون که یک ناگیناتا به همراه دارد.

ناگیناتا (なぎなた، 薙刀) یک سلاح سرد دسته‌دار است که در ژاپن فئودالی و توسط ساموراییها استفاده می‌شد. ناگیناتا همچنینی سلاح نمادین اونا-بوگیشا (جنگ آوران مؤنث ژاپن) می‌باشد.
ناگیناتای مردان و راهبان اوناگیناتا و ناگیناتای بانوان کوناگیناتا خوانده می‌شد؛ همچنین از آنجایی که ناگیناتا و دسته‌اش سنگین تر و بسیار کندتر از شمیشر ژاپنی کاتانا بودند، تیغهٔ کوناگیناتا ظریف تر و کوچک‌تر ساخته می‌شد.